# Tylophora conspicua
Tylophora conspicua är en oleanderväxtart som beskrevs av Nicholas Edward Brown. Tylophora conspicua ingår i släktet Tylophora och familjen oleanderväxter. Inga underarter finns listade i Catalogue of Life.